# Månepassage
En månepassage er det fænomen, hvor en måne passerer ind "foran" Solen, en planet eller en anden måne set fra Jorden eller fra rummet. Udtrykket bruges også om det fænomen, hvor et rumfartøj passerer ind "foran" Månen eller en anden måne.